# Jesse Tobias
Jesse Tobias (1 de abril de 1972) es un guitarrista tejano de origen mexicano. Ganó notoriedad por primera vez durante un breve paso por los Red Hot Chili Peppers en 1993, aunque fue sustituido por Dave Navarro en el año. Antes de que se sumara a los Chili Peppers, tocó con Mother Tongue y después, para Alanis Morissette, Actualmente pertenece a la banda de el ex-lider de The Smiths, Morrissey desde el 2005. <fuente>«Biografia».
Mientras estaba de gira con Morissette en 1996, conoció a Angie Hart, cuya banda Frente! Morissette fue el acto de apertura. Los dos se casaron en 1997 y se trasladaron a Los Ángeles. Tobias siguió trabajando como guitarrista de gira y en otras labores propias de la industria de la música. La pareja formó su propia banda, Splendid, que publicó un álbum en 1999, difundido ampliamente sólo en Australia. La banda estadounidense que presentaron provino en gran parte de la asociación con Buffy Vampire Slayer creada por Joss Whedon, incluso en la propia cámara cuando Splendid realizó apariciones en El Bronx. Tobias tuvo crédito como productor (con Christophe Beck y Whedon) y arreglista musical (con Beck) para "Once More, with Feeling", el episodio musical de la sexta temporada del espectáculo. Hart y Tobias se divorciaron a principios de 2005. [1] En 2006 tocó en la banda Morrissey's Ringleader of the Tormentors, y realizaron una gira juntos.

## Discografía
con Alanis Morissette
- Jagged Little Pill, Live (1997)

con Splendid
- "Less Than Zero" (1999)
- Have You Got A Name For It (1999)
- "Come Clean" (1999)
- States of Awake EP (2004)

con Morrissey
- Live at Earls Court (2005)
- Ringleader of the Tormentors (2006)
- Years of Refusal (2009)
- Greatest Hits (2008)
- Swords (2009)
- 25Live (2013)
- World Peace Is None of Your Business (2014)

otras apariciones
- "Once More, with Feeling" de Jesse Tobias con Beck